# Masquerade (película)
Masquerade (Hangul: 광해: 왕이 된 남자; Hanja: 光海: 王이 된 男子; Romanización: Gwanghae: Wang-i Doen Namja; lit. Gwanghae: El hombre que se convirtió en rey) es una película histórica surcoreana de 2012 protagonizada por Lee Byung-hun en papeles duales como el extraño Rey Gwanghae y el humilde acróbata Ha-sun, que sustituye al monarca cuando este enfrenta la amenaza de ser envenenado.
Con 12.3 millones de boletos vendidos, esta película histórica es actualmente la sexta película de mayor recaudación en la historia del cine coreano. La película también obtuvo grades reconocimientos en los 49 ° Grand Bell Awards, ganando en 15 categorías, incluyendo Mejor Película, Director, Guion y Actor.

## Fuente histórica
Históricamente, Gwanghaegun de Joseon, quién gobernó el país asiático entre 1608 y 1623, intentó la diplomacia a través de la neutralidad cuando la dinastía Ming(1368-1644) y la dinastía Qing (1636-1912) de China pusieron su mirada en el país. También probó suerte con otras reformas para tratar de hacer que su nación fuera próspera, incluyendo un énfasis en la restauración de documentos, pero se encontró con gran oposición y fue posteriormente depuesto y exiliado a la isla de Jeju. Dado que fue depuesto en un golpe de Estado por la facción occidental, los historiadores no le dieron un nombre de templo como Taejo o Sejong.
La película es una interpretación de los 15 días que faltan en los Anales de la dinastía Joseon durante el reinado de Gwanghae, marcado en su bitácora de 1616 como "No se debe registrar lo que él desea ocultar".

## Argumento
El confuso y conspirador decimoquinto gobernante de la dinastía Joseon de Corea, el rey Gwang-hae (Lee Byung-hun) ordena a su secretario de defensa, Heo Gyun (Ryu Seung-ryong), que le encuentre un doble para evitar las constante amenazas de asesinato. Heo Gyun encuentra a Ha-sun, un acróbata humilde, bromista y vulgar que se parece notablemente al rey. Como se temía, Gwang-hae es envenenado, por lo que Heo Gyun propone que Ha-sun que ocupe el papel de rey hasta que Gwang-hae se recupere por completo y prepara a Ha-sun para que se vea y actúe como el rey. Mientras asume el papel del rey en su primera aparición oficial, Ha-sun comienza a ponderar las complejidades de los problemas debatidos en su tribunal. Siendo fundamentalmente más humanitario que Gwang-hae, el afecto y aprecio que Ha-sun muestra incluso de los sirvientes más insignificantes lentamente mejora la moral en el palacio. Con el tiempo, encuentra su voz y toma el control del gobierno el país con una visión real y juicios justos. Incluso Heo Gyun está conmovido por la preocupación genuina de Ha-sun por la gente, y se da cuenta de que es un gobernante infinitamente mejor que Gwang-hae. Sin embargo, su principal opositor, Park Chung-seo (Kim Myung-gon), nota el cambio repentino en el comportamiento del rey y comienza a hacer preguntas. La reina (Han Hyo-joo) también se siente conflictuada entre el rey real y el secreto del rey falso.

## Reparto

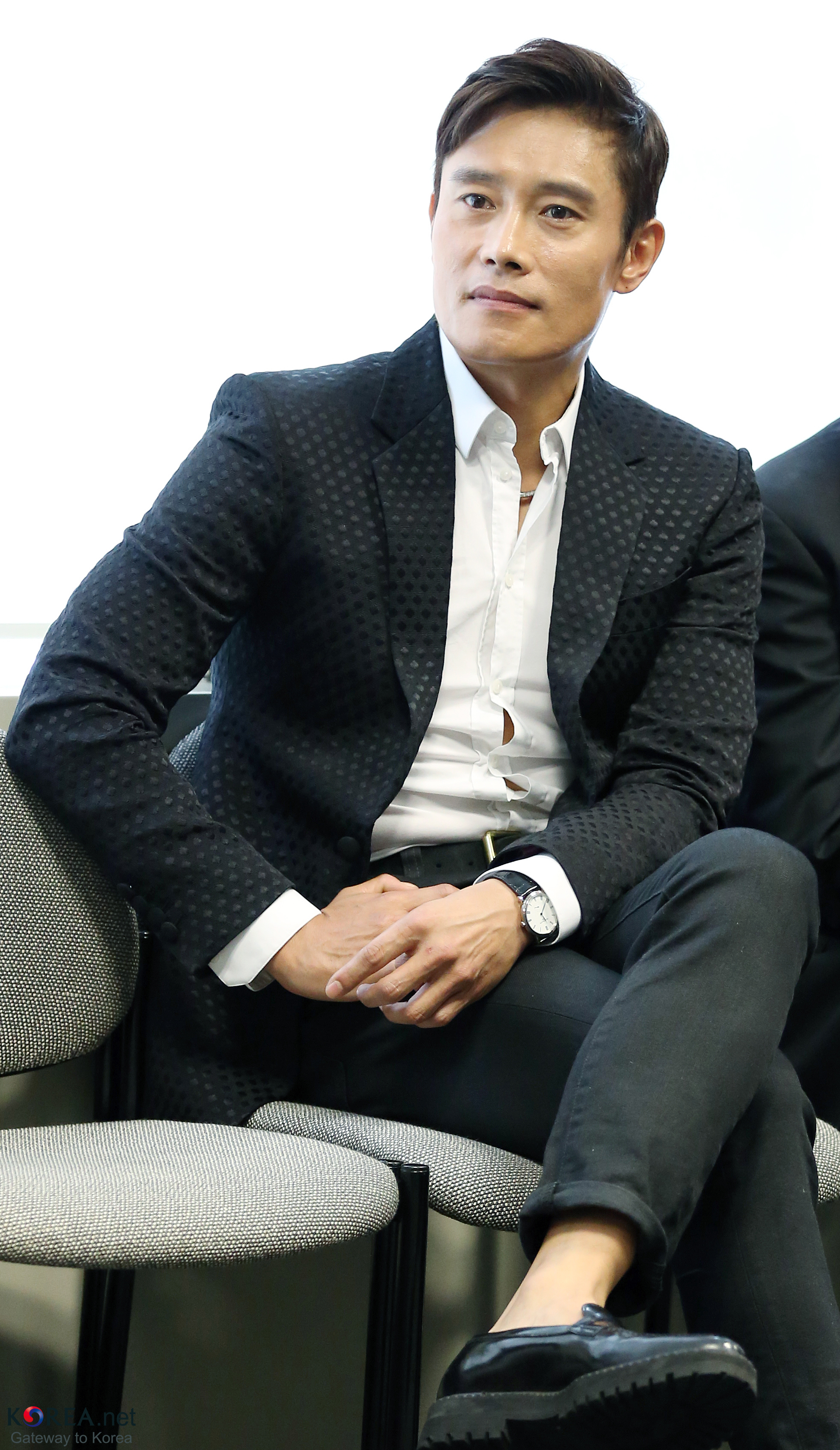
Lee Byung Hun protagonista de la película.

| - Lee Byung Hun como el Rey Gwanghae/Ha-sol. - Ryu Seung-ryong como secretario Heo Gyun. - Han Hyo-joo la reina consorte. - Jang Gwang como Jo Nae-gwan, el Eunuco en Jefe. - Kim In-kwon como Capitán Do, el guardaespaldas personal del rey. - Shim Eun-kyung como Sa-wol, catador de alimentario. - Kim Myung-gon como Ministro del Interior Chung-seo. - Park Ji-un como Señora Han, señora del tribunal. - Shin Jung-geun como Lee Jeong-rang. - Jeon Guk-hyang como Señora Jeong. - Yang Jun-mo como Kim. - Mun Chang-gil como primer ministro. - Jeon Bae-su como Hyeong-pan. | - Do Yong-gu como Byeong-pan. - Yu Sun-ung como Ho-pan. - Lee Yang-hui como Gong-pan. - Park Gyeong-geun como músico. - Shin Un-seop como Ye-pan. - Kim Jong-gu como médico real. - Lee El como Señora Ahn. - Lee Jun-hyeok como Hyeon-gam, jefe de la aldea. - Seo Jin-weon Como General Do. - Kim Hye-weon como Perla, cortesana. - Kim Hak-jun como Yu Jeong-ho. - Kim Hye-hwa como criado de Tarro. - Kim Seung-hun como Yi-estrépito. - Lee Bong-ryun como una dama de la corte de la cocina real. - Ju Yeong-ho como astrólogo. |

## Premios y nominaciones
| Año  | Categoría             | Premios           | Nominado   | Resultado |
| ---- | --------------------- | ----------------- | ---------- | --------- |
| 2012 | Best Supporting Actor | Blue Dragon Award | Jang Gwang | Nominado  |

## Recepción
Llamado por un crítico como uno de los mejores dramas históricos de Corea del Sur en años, la película recibió elogios por estar bellamente escrita y por ser emocionalmente cautivadora, así como por su actuación, dirección, escala ambiciosa y atractivo comercial. Se convirtió en la segunda película más exitosa en la taquilla surcoreana de 2012, atrayendo 8,2 millones de espectadores en 25 días de lanzamiento, y luego 9,091,633 después de 31 días. En su día 38, se convirtió en la séptima película en la historia del cine coreano en superar la asistencia de 10 millones de personas. Al final de su exhibición en cines fue incluida como la tercera película de mayor recaudación de todos los tiempos de Corea con 12,319,542 boletos vendidos en todo el país (actualmente es la sexta).